# Avanti Cristo

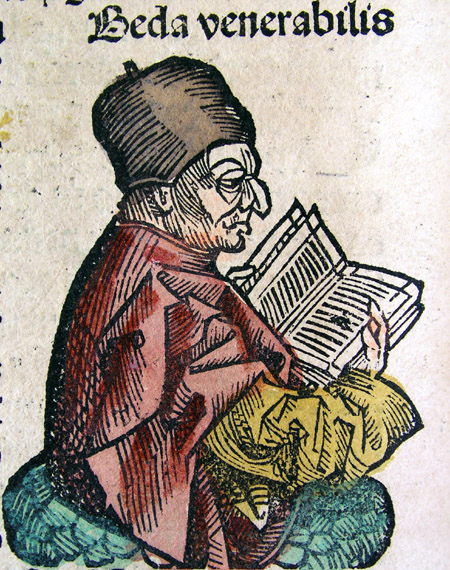
San Beda il Venerabile in una xilografia tardomedievale. Egli fu il primo ad usare gli anni avanti Cristo

La locuzione italiana avanti Cristo, comunemente abbreviata in a.C., denota la prima delle due fasi di un particolare sistema di datazione temporale nel cui centro viene posta la nascita di Gesù Cristo.

## Finalità della locuzione
Avanti Cristo indica sia l'intero periodo temporale precedente la nascita di Cristo, sia i singoli anni precedenti a essa, progressivamente computati in senso decrescente di una unità.

## La locuzione in latino ed in inglese
Deriva dall'originaria locuzione latina ante Christum natum (prima della nascita di Cristo) comunemente abbreviata in a.C.n. e, a volte, anche in a.C., sottintendendo natum.
L'equivalente locuzione inglese è before Christ (prima di Cristo), comunemente abbreviata in BC e usata, sia nella forma estesa che in quella abbreviata, dopo il numero dell'anno, come in italiano. Una locuzione inglese dal significato simile è  before common era (prima dell'era comune), comunemente abbreviata in BCE, equivalente a BC ai fini computistici, ma formulata in modo da evitare qualunque riferimento al cristianesimo.

## Il sistema di datazione
Il sistema di datazione sotteso alla locuzione avanti Cristo è suddiviso in due fasi il cui spartiacque è la nascita di Cristo:
- la fase iniziale, espressa dalla locuzione avanti Cristo;
- la fase finale, espressa dalla locuzione dopo Cristo.

Questo sistema di datazione, limitatamente agli anni avanti Cristo, è particolarmente usato in tutti i testi di religione cristiana e nella quasi totalità dei testi storici occidentali dal XV secolo dopo Cristo, periodo in cui venne comunemente adottato, anche se il primo a usare la datazione avanti Cristo fu, nel 731 dopo Cristo, San Beda il Venerabile. Attualmente, per convenzione, è in uso in quasi tutti i Paesi del mondo tranne che in alcune nazioni fra cui la Cina e i paesi arabi.

## Esempi di conteggio
- 753 a.C. Fondazione di Roma secondo la tradizione
- 331 a.C. Gerusalemme occupata da Alessandro Magno
- 63 a.C. Nascita di Augusto